# Comuna Kneahînîne, Dubno
Kneahînîne (în ucraineană Княгинине) este o comună în raionul Dubno, regiunea Rivne, Ucraina, formată din satele Biloberejjea, Boțeanivka, Kneahînîne (reședința), Lîstvîn, Molodijne, Naraiv, Ostriv, Travneve și Zaruddea.

## Demografie
Componența lingvistică a comunei Kneahînîne
     Ucraineană (99,69%)
     Alte limbi (0,25%)
Conform recensământului din 2001, majoritatea populației comunei Kneahînîne era vorbitoare de ucraineană (99,69%), existând în minoritate și vorbitori de alte limbi.